# Convento de Espíritu Santo (Jerez de la Frontera)
El convento del Espíritu Santo es un convento situado en Jerez de la Frontera (Andalucía, España). Pertenece al jerezano barrio del Salvador.

## Historia
Tras la dominación cristiana de la ciudad por parte de Alfonso X El Sabio, varias órdenes se asentaron en la ciudad. Las primeras religiosas en llegar a la ciudad se instalan en el Convento del Espíritu Santo, siendo por tanto el monasterio más antiguo de Jerez y el primero femenino que hubo en la ciudad.
El convento se ubicó en un gran solar en uno de los márgenes de lo que había sido la medina musulmana, en una zona abrupta cercana al arroyo de Curtidores y que nunca fue muy apetecida por la población. 
La fundación del cenobio se remonta al año 1324, aunque el convento en sí no fuese levantado hasta 1430, la iglesia actual se acabaría de edificar en 1577.
La tradición sitúa en este convento la creación del dulce tocino de cielo.
Durante la expansión bodeguera, la bodega Domecq anexionó gran parte del monasterio a sus bodegas.

## Estado
Actualmente se encuentra cerrado, habiendo sido expoliado las piezas artísticas que contenía. Al no ser Bien de Interés Cultural la congregación puede vender su contenido.

## Estructura

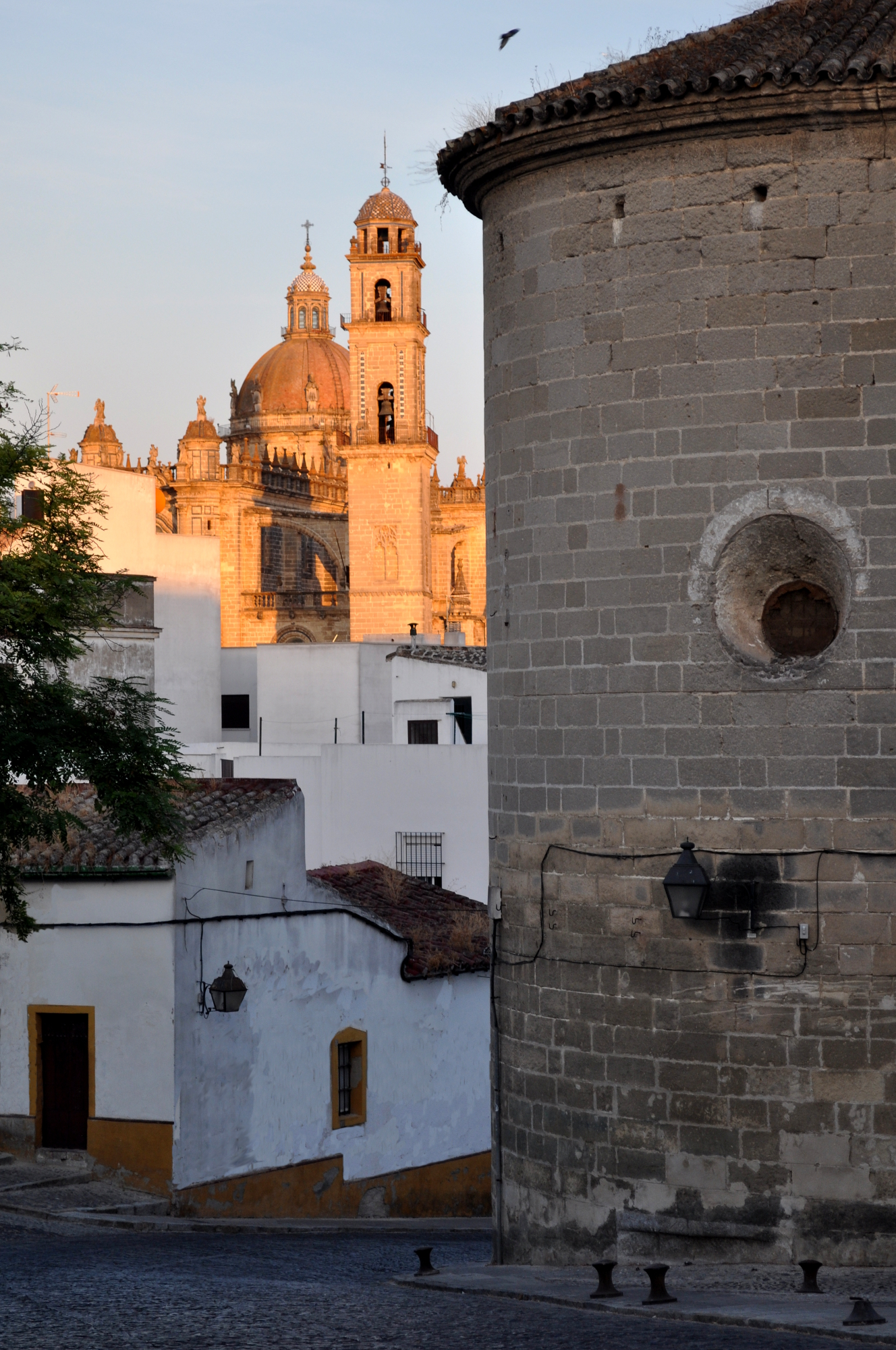
Catedral de Jerez de la Frontera desde la Cuesta del Espíritu Santo.

El convento incluye una iglesia que se concluyó en 1577 según inscripción que aparece en ella. Dicha iglesia es obra de Bartolomé Sánchez, uno de los tres maestros que intervino en la construcción del Cabildo Viejo, y considerado una verdadera joya de la arquitectura renacentista.

### Obras
- Siglo XVI: colección de relicarios, azulejos de la Sala Capitular.
- Siglo XVII: retablo de Santo Domingo de Guzmán, claustro conventual con arcos de medio punto y columnas de mármol, y lienzos de escuela sevillana.
- Siglo XVIII: retablos de la Trinidad, de la Virgen del Rosario, San Francisco, el órgano y varios cuadros.
- Siglo XIX: pinturas de Rodríguez de Losada.